# Volkswagen Corrado
Volkswagen Corrado ili Volkswagen Tip 53i (njem. Volkswagen Typ 53i) je športski hatchback coupé, njemačkog proizvođača Volkswagena. 
Predstavljen je jeseni 1988. godine, a proizveden je do sredine 1995. godine

## Facelift
Od kolovoza 1991. proizvedene su inačice s 16V i VR6 motorima. Ovdje su neki dijelovi promijenjeni.
Za ugradnju većeg VR6 motora je bilo je neophodno redizajnirati cijeli prednji dio auta. Stavljena je nova hauba, krila, rešetka, zadnji branik, širi prednji branik, farovi i novi žmigavci.
Ostale karakteristike facelifta:
- Rezervoar je povećan s 55 l na 70 l.
- Prtljažnik je smanjen s 300 l na 235 l.
- Uvedene su nove boje
- Blokada diferencijala na VR6 motorima.

Od kolovoza 1992. godine, VW Corrado ima redizajniranu unutrašnjost.
Ovo su neke promjene:
- Nova središnja konzola
- Električni podizač stakala na vratima iznad zvučnika
- Umjeravanje retrovizora iz kabine
- Na modelima s VR6 motorom su podijeljena zadnja sjedišta

Od kolovoza 1994. godine postojala je inačica sa zračnim jastucima za vozača i suvozača.

## Inačice
Posebne inačice
- E 4 D:

Od 1990. do 1991. godine u 1.846 primjeraka.
- E 3 V:

Od 1990. do 1991. godine u 1.734 primjeraka.
- E 4 E:

Od 1990. do 1991. godine u 676 primjeraka.
- E 3 P:

Od 1991. do 1992. godine, 1.419 primjeraka.
- E 0 L:

Od 1992. do 1993. godine, 1.338 primjeraka.
- E 8 R:

1995. u 505 primjeraka.
- Corrado G60 (1988. – 1993.)
- Corrado VR6 "Storm"
- Kožna Recaro-sjedišta u Corradu VR6
- Corrado 16V s BBS felnama

## Specifikacije

### Motori
| Model   | Oznaka motora | Cilindri / ventili | Zapremina | Snaga                        | Obrtna sila         | Napomena         | Proizvodnja (od – do)          |
| ------- | ------------- | ------------------ | --------- | ---------------------------- | ------------------- | ---------------- | ------------------------------ |
| 1.8     | PF            | 4 / 8              | 1781 cm³  | 079 kW (107 KS) pri 5400/min | 154 Nm pri 3800/min | Za uvoz          |                                |
| 1.8     | PB            | 4 / 8              | 1781 cm³  | 082 kW (112 KS) pri 5400/min | 159 Nm pri 4000/min | Za uvoz          |                                |
| 1.8 16V | PL            | 4 / 16             | 1781 cm³  | 095 kW (129 KS) pri 6300/min | 168 Nm pri 4800/min | Za uvoz          |                                |
| 1.8 16V | KR            | 4 / 16             | 1781 cm³  | 102 kW (139 KS) pri 6300/min | 168 Nm pri 4800/min |                  | travnja 1989. – srpnja 1992.   |
| 1.8 G60 | PG            | 4 / 8              | 1781 cm³  | 118 kW (160 KS) pri 5600/min | 225 Nm pri 3800/min |                  | listopada 1988. – srpnja 1993. |
| 2.0     | 2E / ADY      | 4 / 8              | 1984 cm³  | 085 kW (115 KS) pri 5400/min | 166 Nm pri 3200/min | Nije za Austriju | travnja 1993. – srpnja 1995.   |
| 2.0 16V | 9A            | 4 / 16             | 1984 cm³  | 100 kW (136 KS) pri 5800/min | 180 Nm pri 4400/min |                  | kolovoza 1991.– srpnja 1994.   |
| 2.8 VR6 | AAA           | 6 / 12             | 2792 cm³  | 128 kW (174 KS) pri 5800/min | 235 Nm pri 4200/min | Za uvoz          |                                |
| 2.9 VR6 | ABV           | 6 / 12             | 2861 cm³  | 140 kW (190 KS) pri 5800/min | 245 Nm pri 4200/min |                  | kolovoza 1991.– lipnja 1995.   |

### Tehničke karakteristike
| VW Corrado:                         | 2.0 (1993. – 1995.)                             | 2.0 16V (1991. – 1995.)                         | 1.8 G60 (1988. – 1993.)                         | 2.9 VR6 (1991. – 1995.)                            |
| ----------------------------------- | ----------------------------------------------- | ----------------------------------------------- | ----------------------------------------------- | -------------------------------------------------- |
| Motor:                              | 4-cilindrični motor (četverotaktni)             | 4-cilindrični motor (četverotaktni)             | 4-cilindrični motor (četverotaktni)             | 6-cilindrični VR motor (četverotaktni, V-ugao 15°) |
| Zapremina:                          | 1.984 cm³                                       | 1.984 cm³                                       | 1.781 cm³                                       | 2.861 cm³                                          |
| Promjer:                            | 82,5 x 92,8 mm                                  | 82,5 x 92,8 mm                                  | 81 x 86,4 mm                                    | 82 x 90,3 mm                                       |
| Performanse pri 1/min:              | 85 kW (115 KS) 5.400                            | 100 kW (136 KS) 5.800                           | 118 kW (160 KS) 5.600                           | 140 kW (190 KS) 5.800                              |
| Maksimalni obrtni moment pri 1/min: | 166 Nm pri 3.200                                | 180 Nm pri 4.400                                | 225 Nm pri 3.800                                | 245 Nm pri 4.200                                   |
| Ubrizgavanje:                       | Elektronsko ubrizgavanje (Digifant/Simos)       | Elektronsko ubrizgavanje (Bosch KE-Motronic)    | Elektronsko ubrizgavanje (Digifant)             | Elektronsko ubrizgavanje (Bosch Motronic)          |
| Ventili:                            | DOHC                                            | DOHC                                            | DOHC                                            | DOHC                                               |
| Hlađenje:                           | Vodeno hlađenje                                 | Vodeno hlađenje                                 | Vodeno hlađenje                                 | Vodeno hlađenje                                    |
| Pogon:                              | Prednji pogon                                   | Prednji pogon                                   | Prednji pogon                                   | Prednji pogon                                      |
| Mjenjač brzine:                     | 5-stupnjeva od 1991. 4-stupnjeva, automatski    | 5-stupnjeva od 1991. 4-stupnjeva, automatski    | 5-stupnjeva od 1991. 4-stupnjeva, automatski    | 5-stupnjeva od 1991. 4-stupnjeva, automatski       |
| Prednje ovjes:                      | MacPherson, viljuške                            | MacPherson, viljuške                            | MacPherson, viljuške                            | MacPherson, viljuške                               |
| Zadnje ovjes:                       | Torziona osovina, spiralne opruge               | Torziona osovina, spiralne opruge               | Torziona osovina, spiralne opruge               | Torziona osovina, spiralne opruge                  |
| Kočnice:                            | Disk kočnice (Ø napred 256, pozadi 226 mm), ABS | Disk kočnice (Ø napred 256, pozadi 226 mm), ABS | Disk kočnice (Ø napred 280, pozadi 226 mm), ABS | Disk kočnice (Ø napred 280, pozadi 226 mm), ABS    |
| Upravljanje:                        | Zupčasto                                        | Zupčasto                                        | Zupčasto                                        | Zupčasto                                           |
| Karoserija:                         | Čelična, samonosiva                             | Čelična, samonosiva                             | Čelična, samonosiva                             | Čelična, samonosiva                                |
| Gume naprijed / nazad:              | 1.435/1.430 mm                                  | 1.435/1.430 mm                                  | 1.427/1.422 mm                                  | 1.427/1.422 mm                                     |
| Međuosovinski razmak:               | 2.470 mm                                        | 2.470 mm                                        | 2.470 mm                                        | 2.470 mm                                           |
| Dužina:                             | 4.050 mm                                        | 4.050 mm                                        | 4.050 mm                                        | 4.050 mm                                           |
| Masa:                               | 1.175 kg                                        | 1.175 kg                                        | 1155 kg                                         | 1.210 kg                                           |
| Maksimalna brzina:                  | 196–200 km/h                                    | 208–210 km/h                                    | 222–225 km/h                                    | 232–235 km/h                                       |
| 0-100 km/h:                         | 10,6–11,5 s                                     | 9,3–9,9 s                                       | 8,5–9,1 s                                       | 6,9–7,7 s                                          |
| Potrošnja l/100 km                  | 8,6–9,2 l                                       | 8,6–9,2 l                                       | 9,1–9,5 l                                       | 9,6–10,5 l                                         |

## Vanjske poveznice
- VW Corrado na volkswagen-classic.de (njem.) (arhivirano)